# Taxeotis explicataria
Taxeotis explicataria là một loài bướm đêm trong họ Geometridae.